# Hitoshi Sogahata
Hitoshi Sogahata (Ibaraki, 2. kolovoza 1979.) bivši je japanski nogometaš.

## Klupska karijera
Igrao je za Kashima Antlers.

## Reprezentativna karijera
Za japansku reprezentaciju igrao je od 2001. do 2003. godine, odigravši 4 utakmice.
S japanskom reprezentacijom je igrao na jednom svjetskom prvenstvu (2002.).

## Statistika
| Japan  | Japan | Japan |
| Godina | Nas.  | Gol.  |
| ------ | ----- | ----- |
| 2001.  | 1     | 0     |
| 2002.  | 1     | 0     |
| 2003.  | 2     | 0     |
| Ukupno | 4     | 0     |

## Vanjske poveznice
- National Football Teams
- Japan National Football Team Database